# Aborcja w Irlandii
Aborcja w Irlandii – ogół prawodawstwa dotyczący aborcji w Irlandii.

## Historia
W 1861 r. nastąpiła penalizacja aborcji na mocy Offences Against the Person Act, za dokonanie aborcji zagrożone karą dożywotniego więzienia. Równocześnie do 1978 r. w Irlandii antykoncepcja była nielegalna, po tej dacie środki antykoncepcyjne sprzedawano jedynie na receptę i tylko małżeństwom. W 1983 roku przyjęto w Irlandii na drodze referendum tzw. ósmą poprawkę do konstytucji, która uznaje prawo płodu do życia, co miało podnieść rangę zakazu aborcji i utrudnić jego zniesienie w przyszłości, a także by zapobiec przerywaniu ciąży w sytuacji bezpośredniego zagrożenia życia matki. Jednocześnie podtrzymano przepisy, zgodnie z którymi każda kobieta, która dokonuje aborcji i każdy, kto pomaga jej w tej czynności, poza przypadkami określonymi w konstytucji, podlega karze.
W 1991 r. Irlandia podpisała traktat z Maastricht, zastrzegając sobie prawo do zachowania dotychczasowych regulacji w kwestii aborcji. W latach 1992 i 1997 r. Sąd Najwyższy dwukrotnie uznawał prawo zgwałconych nastolatek do legalnego przerwania ciąży wobec ryzyka popełnienia przez nie samobójstwa.
Od początku lat 1990. istnieje w Irlandii ruch na rzecz walki o prawa reprodukcyjne kobiet, dążący do całkowitego uchylenia poprawki z 1983 r. poprzez referendum. Jedną z największych organizacji jest ruch Repeal The 8th. W kraju popularne są wyjazdy zagraniczne w celu przeprowadzenia aborcji (szacunkowo ponad 10 dziennie w 2014 r.) oraz nielegalny wwóz środków poronnych (1017 szt. skonfiskowanych w 2014 r.). W 2010 r. w Irlandii współczynnik przeprowadzonych aborcji wynosił 4,5 na 1.000 kobiet w wieku 15–44.
W 2002 r. w referendum odrzucono propozycję partii Fianna Fáil, by zalegalizować aborcję w przypadku zagrożenia życia matki, przy jednoczesnym nieuznaniu ryzyka samobójstwa za przesłankę do dokonania aborcji.
W 2012 roku w szpitalu w Galway zmarła obywatelka Indii (śmierć Savity Halappanavar), której odmówiono aborcji, gdy roniła. Śmierć kobiety stała się początkiem debaty o konieczności zmian w prawie, w efekcie w 2013 r. nastąpiła liberalizacja prawodawstwa i dopuszczenie przerywania ciąży w sytuacji zagrożenia życia matki. Nastąpiło także obniżenie wymiaru możliwej kary z dożywotniego więzienia do kary więzienia do lat 14.  

### Referendum w 2018
W 2016 roku powołano panel obywatelski, który zarekomendował legalizację aborcji do 12. tygodnia ciąży. W styczniu 2018 r. premier Irlandii Leo Varadkar zapowiedział przeprowadzenie referendum w sprawie liberalizacji prawa aborcyjnego, które odbyło się 25 maja tego samego roku, polegającej na uchyleniu ósmej poprawki do konstytucji, a następnie podjęcie prac nad ustawą legalizującą przerywanie ciąży do 12. tygodnia.
W marcu 2018 roku Sąd Najwyższy orzekając wyrok w sprawie deportacji płodu argumentował, że jedynym prawem płodu jest prawo do narodzin, a wszystkie inne konstytucyjne prawa, w tym prawo do opieki i towarzystwa rodzica, wchodzą w życie dopiero po urodzeniu. Tym samym sąd uchylił ustalenia wcześniejszej instacji innego sądu w odniesieniu do szerszych kwestii dotyczących płodów. Stwierdzono, że płody nie posiadają chronionych konstytucyjnie praw, innych niż wyraźnie określonych w ósmej poprawce.
W przeprowadzonym referendum przy frekwencji wynoszącej 64%, za liberalizacją przepisów opowiedziało się 66,4% osób, przeciw było 33,6%.